# Il mistero del drago
Il mistero del drago (titolo originale The Dragon Murder Case) è un romanzo poliziesco del 1934 di S.S. Van Dine, il settimo della serie in cui indaga Philo Vance, aristocratico esteta dai poliedrici interessi.

## Trama
Il sergente Heath della polizia di New York viene chiamato una calda sera di agosto presso un'antica tenuta sita all'interno dell'isola di Manhattan, nella zona di Inwood, per indagare sulla misteriosa scomparsa nella piscina di Montague, un ospite del signor Stamm, il proprietario della tenuta. Stamm aveva riunito nella sua villa, ove risiede con la sorella e l'anziana madre, un gruppo di amici per trascorrere insieme il fine settimana. 
A fine serata Montague aveva proposto di fare il bagno nella piscina, in realtà un laghetto artificiale chiamato la pozza del Drago, ed era stato il primo a tuffarsi. Ben presto gli altri ospiti si accorgono che qualcosa di terribile deve essere accaduto, visto che Montague non riemerge dopo il tuffo.
Il sergente Heath, accorso sul luogo della disgrazia, si rende conto che c'è qualcosa che non quadra nella ricostruzione dell'incidente - soprattutto perché è chiaro che la scomparsa di Montague sembra far comodo un po' a tutti.
Heath informa dei fatti e delle sue perplessità il procuratore distrettuale Markham, mentre questi si trova ancora in visita presso il vecchio amico Philo Vance, che ha così la possibilità di cimentarsi nel ruolo di amicus curiae con un nuovo mistero, un mistero che questa volta sembra scaturire da antiche superstizioni dei nativi americani su un mitico drago che dimora nella pozza.

## Personaggi Principali
- Philo Vance - investigatore dilettante
- Currie - maggiordomo di Vance
- John F.X. Markham - procuratore distrettuale
- Ernest Heath - sergente di polizia
- Rudolf Stamm - esploratore e acquariofilo dilettante
- Bernice Stamm - sorella di Rudolf
- Matilda Stamm - madre di Rudolf e Bernice
- Leland - amico di famiglia degli Stamm
- Dottor Holliday - medico di famiglia degli Stamm
- Alex Greeff - agente di borsa di Rudolf
- Sanford Montague - giovane attore
- "Teeny" McAdam - vedova di mezz'età
- Ruby Steele - ex attrice
- Kirwin Tatum - giovane bellimbusto
- Trainor - maggiordomo degli Stamm
- Dottor Emanuel Doremus - medico legale
- Snitkin, Hennessey, Burke - poliziotti

## Critica
"Il mistero del drago presenta nella prima metà un memorabile 'delitto impossibile', che è completamente originale come enigma. La soluzione non è intelligente quanto il problema stesso. Ma è fattibile, e ha il merito di estendere la narrazione dettagliata e bizzarramente atmosferica del problema del delitto impossibile. (...) La soluzione è breve, semplice e utilizza la forza bruta per escogitare un modo di commettere i delitti. Ma le successive riletture dimostrano che la soluzione è leale, e anche in sintonia con il tono surrealistico del libro."

## Edizioni
- S. S. Van Dine, Il mistero del drago, collana I Classici del Giallo Mondadori n. 643, traduzione di Pietro Ferrari, Arnoldo Mondadori Editore, 1991.